# Däcker
Däcker är en fornsvensk räkneenhet för tiotal vid hantering av hudar och skinn av större djur. Även andra varor, pergament, ryssläder, knivar, m m har räknats i däcker. Skinn av mindre djur, exempelvis ekorrar, räknades dock i 40-tal, se timmer (räkneord).
I diverse dialekter kan det heta deker, diker och docker